# 栃木県立真岡女子高等学校
栃木県立真岡女子高等学校（とちぎけんりつもおかじょしこうとうがっこう）は栃木県真岡市台町にある高等学校。
「桜ヶ丘」と呼ばれる場所にあり、校章は桜をモチーフとしたものである。
通称は「真女（もおじょ）」。校訓は「強く　聡く　美（うるわ）しく」。
制服は設立当初から変わらずセーラー服であり、冬服の白襟が特徴的である。
真岡市内には全日制課程の普通科を設置する高等学校が当校と栃木県立真岡高等学校しかなく、後者は男子校であるため、女子が通学可能な市内の全日制課程の普通科を設置する高等学校は当校が唯一となっている。

## 沿革
真岡女子高校の沿革は以下のとおり。
- 1911年（明治44年） - 真岡町立実科高等女学校として文部大臣より設置認可
- 1914年（大正3年） - 芳賀郡立実科高等女学校と改称
- 1923年（大正12年） - 県立移管、栃木県立真岡高等女学校と改称
- 1948年（昭和23年） - 新制高等学校の実施に伴い、校名を真岡女子高等学校と改称（全18学級、定員900名）
- 1968年（昭和43年） - 校庭を大幅拡張し、伝統の演舞「荒城の月」を開始[3]
- 1997年（平成9年） - 家政科閉科、衛生看護科1学級、普通科9学級（全30学級）
- 2001年（平成13年） - 創立90周年記念式典
- 2004年（平成16年） - 衛生看護科閉科、普通科8学級（全24学級）
- 2007年（平成19年） - 1学年7学級となる（全21学級）
- 2010年（平成22年） - 1学年6学級となる（全20学級)
- 2011年（平成23年） - 創立100周年記念式典
- 2017年（平成29年） - 1学年5学級となる（全15学級)
- 2021年（令和3年） - 創立110周年記念式典[4]

## 設置課程・学科
- 全日制課程
  - 普通科

## 通学者
主に真岡市、芳賀郡（益子町・芳賀町・市貝町・茂木町）からの通学者が多い。
真岡市、芳賀郡以外では宇都宮市東部（清原地区・瑞穂野地区）や河内郡上三川町、下野市南河内地区等からの通学者がある。また、年度によっては茨城県からの通学者もある。

## 最寄駅
- 真岡鐵道真岡線の真岡駅

## 部活動
運動部
- 陸上競技
- 卓球
- ソフトテニス
- バドミントン
- バスケットボール
- バレーボール
- ソフトボール
- 剣道
- ダンス
- テニス

文化部
- 合唱
- 吹奏楽
- 理科
- 琴
- 英語
- 美術
- 文芸
- 写真
- 放送
- 演劇
- JRC
- 茶華道
- 書道

### 顕著な活躍
- 合唱部
  - 全日本合唱コンクール・NHK全国学校音楽コンクールの両コンクールで全国大会出場の経験を有する。1993年（平成5年）、2000年（平成12年）には全日本合唱コンクール全国大会において、最高賞たる文部大臣奨励賞を受賞。近年でも2009年（平成21年）に全日本合唱コンクール全国大会で金賞を受賞。
- 卓球部
  - 2023年度時点でインターハイ団体戦へ通算53回の出場経験を有し[5][6]、同個人戦への出場者も多数いる。1974年（昭和49年）、1975年（昭和50年）のインターハイにおいては団体戦優勝を果たしており[7]、近年でも2019年（令和元年）、2022年（令和4年）に同団体戦でベスト16入りしている[7][8]。

## 著名な出身者
- 赤羽有紀子 - 陸上競技（長距離・マラソン）選手
- 海老原有希 - 陸上競技（やり投）ロンドンオリンピック代表選手
- 高橋省子 - 卓球選手（世界卓球選手権金メダリスト）
- 菅谷佳代 - 卓球選手（世界卓球選手権日本代表）
- 仲田良子 - 益子焼の陶芸家
- Rio (AV女優) - セクシー女優、タレント

## 関連DVD
- 『実戦で活きる！やり投げのすべて　より遠くに投げるための技術＆トレーニング』（指導・解説：渡辺方夫（栃木県立真岡女子高等学校陸上競技部監督）、実技協力：海老原有希（真岡女子高→国士舘大学→スズキ陸上競技部）、小田恵里花（真岡女子高→日本体育大学）、杉山香織（宇都宮大学）、真岡女子高等学校陸上競技部、ジャパンライム、2009/4、DVD）